# Stazione di Dueville
La stazione di Dueville è una stazione ferroviaria posta sulla linea Vicenza-Schio. Serve il centro abitato di Dueville.